# Margarethe Weikert
Margarethe »Grete« Weikert, avstrijska alpska smučarka, * 24. september 1914, Budimpešta.
Nastopila je na Olimpijskih igrah 1936, kjer je zasedla 18. mesto v kombinaciji, ter svetovnih prvenstvih v letih 1935 in 1936, ko je osvojila bronasto medaljo v slalomu. 